# فنیتق
فنیتق (به عربی: فنیتق) یک روستا در سوریه است که در استان طرطوس واقع شده‌است. فنیتق ۱٬۰۲۱ نفر جمعیت دارد.